# Uh (Pohnpei)
Uh o U è una municipalità di Pohnpei, facente parte dell'omonimo distretto, uno degli Stati Federati di Micronesia. Ha 2 289 abitanti.
È il comune al mondo col nome più corto insieme ad Å e Y.